# Vahana

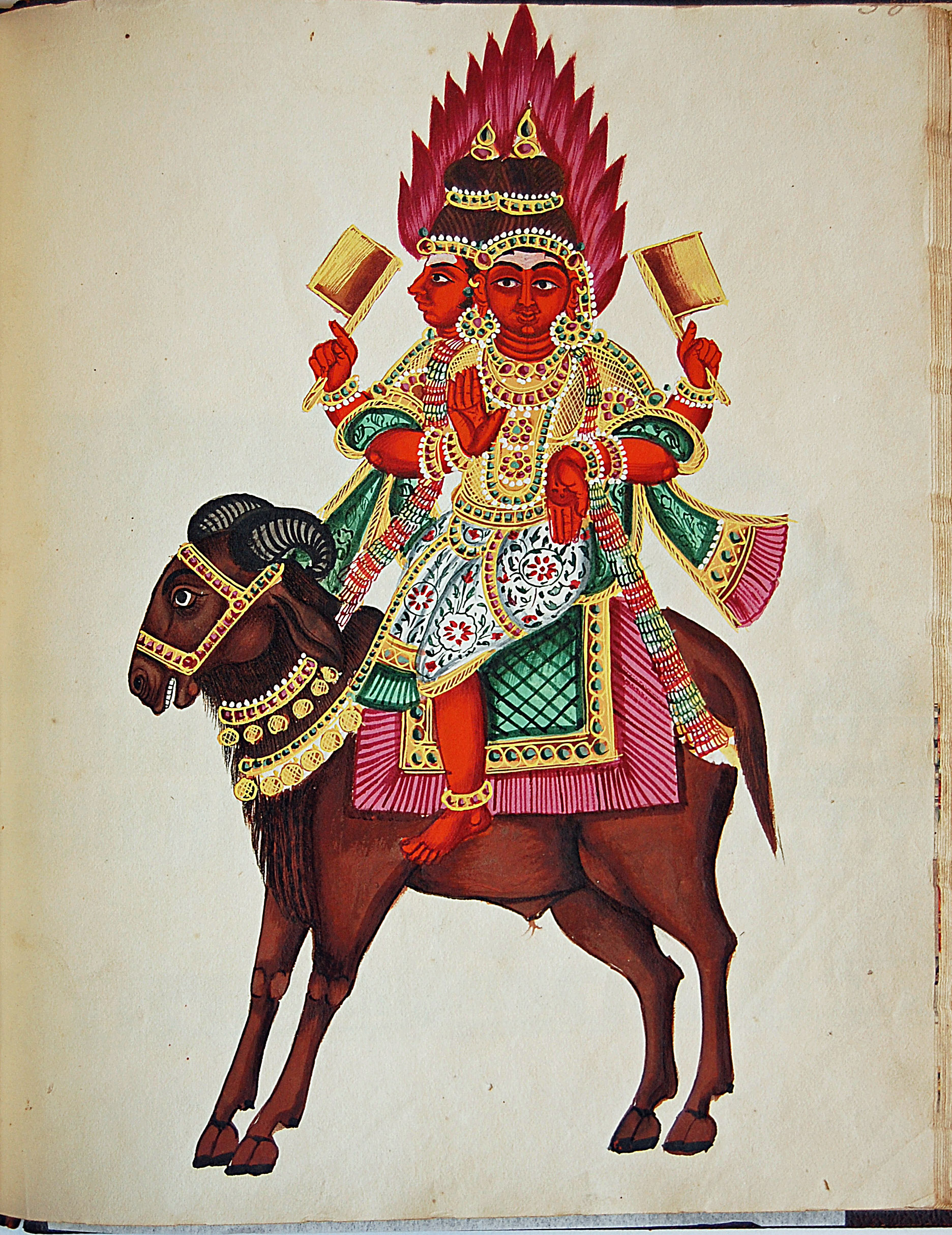
Con cừu, vật cưỡi thánh thiêng của thần lửa Agni trong thần thoại Ấn Độ

Vahana (tiếng Phạn: वाहन, Vāhana, có nghĩa là vật cưỡi hay thú cưỡi hay kỵ thú, từ Vah trong tiếng Phạn có nghĩa là mang hoặc chở) là một động vật hoặc thực thể thần thoại được một vị thần Hindu sử dụng như một phương tiện chuyên chở trong thần thoại Ấn Độ. Vahana thường được gọi là "thú cưỡi" linh thiêng và gắn kết của một vị thần. Các vị thần thường được mô tả cưỡi hay kỵ toạ (hoặc đơn giản là gắn kết). Những lần khác, Vahana được miêu tả ở bên cạnh vị thần hoặc được biểu thị một cách tượng trưng như một thuộc tính thiêng liêng. Vahana có thể được coi là một vật sở hữu của vị thần. Các vị thần có thể được nhìn thấy ngồi hoặc đứng trên Vahana, họ có thể đang ngồi trên một cái bục nhỏ gọi là bành (howdah), hoặc cưỡi trên yên hoặc lưng ngựa.

## Khái yếu
Nhìn chung, Vahana là một loài thần thú chuyên dùng để cưỡi của các nam thần và nữ thần trong thần thoại Ấn Độ giáo. Ki tô giáo cũng có những huyền thoại mô tả tương tự về thú cưỡi linh thiêng. Theo thần thoại Ấn Độ, mỗi vị thần đều có một con thú chuyên dùng để di chuyển gọi là Vahana ví dụ như Brahma, thần sáng tạo du hành ra ngoài không gian trên một con thiên nga (chim Hamsa), còn Agni vị thần lửa cưỡi trên một con cừu đực. Các vị thần cưỡi Vahana đi lại từ thế giới này qua thế giới khác. Vahana cũng giống như phương tiện giao thông hiện đại ngày nay, có thể dùng di chuyển trên mọi địa hình, trên không, dưới nước, trên cạn, hay thậm chí còn du hành lên các vì sao.
Vahana là các thần thú cưỡi linh thiêng có ý nghĩa tinh thần sâu sắc, theo thần thoại Ấn Độ, các vị thần có khả năng hiện thân ở bất kỳ lúc nào và bất kỳ nơi đâu trong vũ trụ. Các thần thú chuyên chở này có tính biểu tượng, và thể hiện vị trí cũng như sức mạnh của các vị thần. Vahana của thần Indra là một con voi trắng, người ta thường gọi là Airavata, được mô tả có bốn ngà. Airavata của thần Indra biểu tượng cho một chiến binh đầy sức mạnh và đầy tính đe dọa. Thần Indra còn được mô tả là thường xuyên cưỡi ngựa Uchchaihshravas, một con bạch mã bảy đầu biết bay, giống như Sleipnir, một con ngựa của Thần Odin. Các Vahana có một vai trò và mục đích trong quá trình sáng thế, giúp các vị thần truyền bá Pháp.

## Các kỵ thú
| Vahana                                 | Vị thần kỵ toạ | Hình |
| -------------------------------------- | --- | ---- |
| Chuột (Mooshakraja)                    | Ganesha |      |
| Ngựa                                   | Kalki, Shukra, Swaminarayan (ngựa nái thì gọi là "Manki"), Ayyappan, Revanta, Chandra (cưỡi trên chiến xa gồm 10 con bạch mã), Indra (cưỡi con ngựa có tên là ngựa Uchchaihshravas), Surya (cưỡi chiến xa gồm bảy con ngựa hoặc con ngựa 7 đầu), Vali, Khandoba, Ramdev Pir. |      |
| Garuda                                 | Vishnu, Krishna, Vaishnavi |      |
| Cừu                                    | Agni, Mangala |      |
| Bò (Bò Nandi)                          | Shiva, Maheshvari |      |
| Công                                   | Kartikeya (con công mang tên Parvani), Saraswati, Kaumari con công Mayura vật cưỡi của Đức Chuẩn đề và Khổng tước Minh vương (Mahamayuri) |      |
| Chó                                    | Bhairava, Hadkai Maa, Svapathi (Shiva) |      |
| Chim Hamsa (thiên nga)                 | Brahma tên gọi Hanskumara, Brahmani, Saraswati (Savitri), Gayatri, Vishvakarman |      |
| Makara                                 | Ganga (nữ thần sông Hằng, Varuna, Kama, Khodiyar, Narmada |      |
| Hổ (hình mẫu của thú cưỡi, Manasthala) | Durga |      |
| Sư tử (hình mẫu của thú cưỡi)          | Parvati (con sư tử tên là Dawon), Budh, Rahu, Mariamman, Jagaddhatri. |      |
| Voi                                    | Indra (con voi tên là Airavata), Lakshmi, Bhumi, Prithvi, Indrani, Brihaspati. |      |
| Vẹt                                    | Kama (tên là Sukha) |      |
| Linh dương                             | Chandra, Vayu |      |
| Trâu nước                              | Yama (con trâu tên là Paundraka), Vihot Mata |      |
| Mèo                                    | Shashthi |      |
| Lừa                                    | (Kaalratri, Shitala), Kali |      |
| Cú                                     | Lakshmi (con cú tên là Alooka), Chamunda |      |
| Kền kền                                | Ketu |      |
| Quạ                                    | Shani, Alakshmi, Dhumavati, Ushas (cỗ xe bảy con quạ) |      |
| Rùa                                    | Yamuna |      |
| Gà trống                               | Bahuchara Mata |      |
| Cầy mangut                             | Kubera | -    |
| Rắn                                    | Kamakhya, Manasa |      |
| Bồ câu                                 | Rati | -    |
| Tê giác                                | Dhavdi | -    |
| Dê                                     | Pushan (dương xa), Meladi Maa | -    |
| Cá sấu                                 | Khodiyar |      |
| Lạc đà                                 | Momai Maa (còn gọi là Dashaa Maa), Quỷ Ushtravahini Devi | -    |
| Cá                                     | Jhulelal |      |
| Con người                              | Nirriti |      |